# Femeniasia
Femeniasia é um género botânico pertencente à família Asteraceae.